# Eusebio Peñalver Mazorra
Eusebio Peñalver Mazorra (1936 – 2006) foi um prisioneiro político afro-cubano anti-Castro que foi capturado em 1960 durante a Guerra Contra os Bandidos e passou 28 anos na prisão antes de ser libertado em 1988.

## Início de vida
Ele nasceu em Ciego de Avila, Camagüey, Cuba, no dia 1 de julho de 1936.

## Prisão
Peñalver alegou que durante o seu tempo na prisão ele "sofreu as torturas mais brutais como resultado de assédio contínuo 24 horas por dia e sete dias por semana" e que essas "torturas" lhe permitiram construir "um escudo de resistência viril" como um "plantado". Numa entrevista de 1999 para a Associated Press, ele definiu um "plantado" como uma pessoa que firma os pés enquanto luta pela liberdade e democracia em Cuba.
Durante a presidência de George W. Bush, Bush se referiu a Peñalver como um patriota.